# 가와무라 스미요시
가와무라 스미요시(일본어: 川村純義, 1836년 12월 18일 ~ 1904년 8월 12일)는 에도 시대 후기부터 막말까지의 무장(사쓰마 번사)이다. 메이지 시대에는 해군 군인이다.
보신 전쟁 당시 사쓰마 번 군대의 4번대장으로 아이즈 지방의 전투에 참여했다. 메이지 유신 이후인 1874년에는 일본 제국 해군의 중장이 되었다. 세이난 전쟁 때는 사립학교 안의 화약고를 공습한 뒤 가고시마 현령 오야마 쓰나요시와 협상을 시도했지만, 학교 공습에 불만을 품고 있던 사립학교 간부의 방해로 실패했다. 개전 이후 야마가타 아리토모와 함께 총사령관으로서 해군을 지휘하여, 군인·물자 보급을 책임졌다. 세이난 전쟁 이후 참의 겸 해군경이 되었지만 아리토모와는 달리 정치계에는 참여하지 않았다.
어린 쇼와 천황을 잠시 맡아 가르치기도 했다. 사망 후 해군 대장에 추서되었다. 백작위는 장남 데쓰타로가 이어받았다. 묘소는 다마 공동묘지.